# 三國志IV
『三國志IV』（さんごくし・フォー）は、1994年2月13日に日本の光栄から発売されたPC-9801用歴史シミュレーションゲーム。
同社の『三國志シリーズ』第4作目。前作『三國志III』（1992年）と同様に中国の三国時代の群雄の一人となり、古代中国の主要都市の完全制覇を目指すことを目的としている。前作よりもコマンドが簡略化されている点や、各武将に特殊技能が付与された点などを特徴としている。
開発は光栄が行い、プロデューサーはシブサワ・コウ、音楽は作曲家の長生淳および久保田邦夫が担当している。
PC-9801以外のパソコン機種としてFM TOWNSに移植された他、スーパーファミコン、3DO、セガサターン、PlayStationなど様々な家庭用ゲーム機に移植された。Windows版は9x系OS (95,98,Me) には対応しているが、NT系OS (NT,2000,XP,Vista) には対応していない。スーパーファミコン版はバーチャルコンソール対応ソフトとして、2007年にWii、2013年にWii Uにてそれぞれ配信された。
ゲームボーイアドバンス用ソフト『三國志』（2001年）や、ニンテンドーDS用ソフト『三國志DS2』（2007年）も、タイトルは異なるが本作がベースとなっている。

## ゲーム内容

### システム
中国の三国時代の群雄の一人となり、古代中国の主要都市の完全制覇を目指すという基本的な枠組は前作『三國志III』と同様だが、内政コマンドや情報コマンドが簡略化（半自動化）されるなど前作よりやや複雑さは減少した。一方で武将一人一人に特殊技能が付加され能力以外の面で武将の個性の差別化を図るなどの工夫も施されている（有力な武将は複数の優秀な特技を持つ）。身分によるコマンド制限は無くなったが、代わりに特殊技能によるコマンド制限が生じた。また陸戦・海戦の指揮能力は排され、代わりに歩兵や弩兵などの兵科ごとに向き・不向きを持つようになった。辺境の地には異民族（山越・烏丸・羌・南蛮）が登場し都市に攻め寄せてくるなどの突発イベントも追加されている。操作面においては全てマウスを用いて行うことが前提である。
戦闘面では前作と違い野戦と攻城戦とがある。どちらを選ぶかは守備側が決定できる。野戦の場合、都市Aから都市Bに攻め込んだ場合と、都市Bから都市Aに攻め込んだ場合は、迎撃で用いられるマップは多くの場合で同一となる。また一部に「古戦場」という特種なマップが配されている。攻城戦の場合、攻め手側は城壁に梯子をかけてよじ登るなどして敵総大将のユニットを倒す選択と、城門を破壊して城内になだれ込むという2つの勝利条件がある。また戦闘が30日を越えると長期戦となり、決着は来月に持ち越しとなる。すなわち兵糧切れを除き、守備側は時間切れで勝利を得ることはできず、武力または交渉で攻撃側を撃退しなければならない。また東シナ海を舟で渡って沿岸都市に侵攻することはできないマップ構成となっており、あくまで中国大陸のみ、陸戦のみで争われる。
戦闘画面での1ユニットは最大で3人の武将で構成されるが、前作においては指揮官の武将の能力値と率いた兵士の訓練度、士気のみが重要であったが、この作品ではさらに指揮官の武将の兵科特性および特殊技能の有無、副将の有無なども戦闘の行く末に大きな影響を持つようになっており、一騎討ちが頻発しやすいようになった。また、技術力を高めれば発石車などの攻城兵器を戦場に投じることもできる。また、敵軍の敗走時に追撃が行えるようになっており、リスクはあるものの敵の残存兵力を減少させることができる。
武将数は全体では前作より減少したが、初期の武将が削られた代わりに三国鼎立以降の時代に活躍する武将の数が増加したため、三国時代後半シナリオにおいて武将不足が起こりにくくなった。また、今作でも支配する都市ごとに必ず武将を配置しなければならず、武将不足によるゲームオーバーがありうる。他に歴史イベントも前作より増やされている。なおこの作品までは董卓の台頭以降のシナリオしか用意されておらず、黄巾の乱については次回作で登場する。
本作から新シナリオや追加イベントなどを含んだパワーアップキット版が追加発売されるようになった。

### 身分制度
君主・太守・軍師・侍中・将軍・一般の6つ。前作の文官・武官は今作では一般に該当する。役職者は一般に比べ俸給が高い。そのため昇格させると忠誠は上昇するが降格させると忠誠は低下する。
太守
その都市の長。役職者以外に任じても委任状態とはならない。
軍師
その都市において主に軍事面での助言を行う。知力90かつ政治80以上の者に任命可。複数名に任命可能だがその場合最も能力値が高い者が助言をするが、軍師の中から担当軍師を任命している場合、担当軍師が助言を行う。また、野戦に守備側として軍師が出陣した場合、落とし穴・柴草をしかけることができることがある。
侍中
その都市において主に内政面での助言を行う。政治85以上の者に任命可。複数いる場合は軍師の項に同じ。
将軍
統率と武力の合計が150以上の者に任命可。戦場での攻撃力が上がる。傷病からの回復が他の身分に比べて早くなる。
前作までは軍師の知力の数値がそのまま助言の的中率に相当していたので、アイテムによって知力を100以上にしておけば助言が必ず当たることになっていたが、今作ではコマンド成功の確率が一定レベル以下でない限り必ず肯定的な助言をするように設定されているため知力の高低は助言の正確さに関連しない。また、成功率が上記の一定水準に近似である場合は「わからない」と返答したり、どっちつかずな表現を答えてきたりする場合がある。

### 特殊能力
個々の武将の個性を持たせるために導入された、民政・計略・軍事に関わる能力。全部で24種類あり、最も多く有するのは諸葛亮の21。最も少ないのは夏侯楙の0である。ただし、君主（放浪軍除く）は特殊能力の所持を条件とするコマンドを、特殊能力の有無にかかわらず実行できる。
外交
外交を行う能力。政治、魅力の高い武将はこれを有することが多い。
情報
他国に潜入しその情報を入手する能力。情報を得ていない都市への計略は成功率が低下する。
人材
人材の捜索および登用を行う能力。人材確保が勢力拡大の第一歩のゲームであるため非常に重要。捜索では武将の代わりにアイテムを発見することも（偽物を発見することもある）。
製造
兵器を製造する能力。弩、強弩は購入で賄えるが連弩、衝車、発石車は製造でのみ入手できる。
埋伏
計略「埋伏の毒」を行う能力。忠誠95以上の味方武将を敵の都市に潜伏させ、成功すると2か月ごとに情報を送ってくる他、戦争時に兵力ごと寝返らせることができる。強力すぎたためにパワーアップキットでは成功率が下がり、次回作以降には実装されなくなった。
作敵
計略「敵中作敵」を行う能力。成功すると戦争時に自軍へ敵将が寝返る。しかし、対象武将が土壇場で約束を反古にする場合もある。成功していても、実行した月から起算して3か月以内に戦争を行わなければ無効。
駆虎
計略「駆虎呑狼」を行う能力。成功すると敵太守が季節の節目に君主を裏切り独立する。それまでに太守を罷免されていた場合、内紛を起こす。
流言
計略「流言飛語」を行う能力。敵将もしくは敵都市の民衆の忠誠・商業を低下させる。敵将に対して行う場合、誰に対して効果があるかは予測できない。
焼討
計略「焼討」を行う能力。敵都市の兵器・兵糧を減らす（両方を減らすことも可能）。ただし、連弩・発石車は不可。民衆の忠誠も低下させる。
諜報
計略「諜報」を行う能力。他国の都市データ（開発・治水・商業・技術）が自国のそれより高い場合、自都市データを上昇させる。ただし、諜報によって上昇させることができる数値は、開発・商業・技術は100まで、治水は50まで。
歩兵
歩兵部隊を率いる能力。能力と対応する部隊を率いると、攻撃力・防御力が上がる。ただし、兵科能力がなくてもその部隊を率いることは可能。
騎兵
騎兵部隊を率いる能力。同上。
弓兵
弓兵部隊を率いる能力。同上。この能力を持つ武将が率いる連弩部隊は強力である。
海戦
水軍を率いる能力。有する部隊は有さない部隊に比べ攻撃力に3倍の＋補正がかかる。史実を反映し呉将が多く保持する。
火計
戦場コマンド「火計」を行う能力。成否は自部隊の知力・訓練・士気、相手部隊の知力、地形、天候による。混乱状態の部隊には火計の成功率が下がる。
落石
戦場コマンド「落石」を行う能力。城壁の上や山岳地帯など高所にいる必要がある。野戦の場合、落石のコースは予見できず味方部隊に当たることもある。落とすところから遠ければ遠いほど威力が高くなる。実行した武将の体力が低下する。
同討
戦場コマンド「同士討ち」を行う能力。成功すると隣接する2つの敵部隊の兵士数、士気がさがる。知力・訓練・士気の低い敵ほど有効。
天変
天候を変える能力。晴・曇・雨雲・雨・豪雨のいずれかを選択する。初期設定で保有するのは諸葛亮・張魯の2人。アイテム「遁甲天書三巻」を所持する武将も使用可能。実行した武将の体力が下がる。成功率は知略に影響する。
風変
風向きを変える能力。初期設定で保有するのは諸葛亮・姜維・木鹿大王の3人。アイテム「太平要術の書」を所持する武将も使用可能。実行した武将の体力が下がる。成功率は知略に影響する。
混乱
戦場コマンド「混乱」を行う能力。成功すると敵部隊は数ターン行動不可となる。攻城戦では使用不可。
連環
海戦に於いて戦場コマンド「連環」を行う能力。隣接する2部隊に対し実行、成功すると数ターン行動不可となる。呉将の勇将の多くが持っているが、海戦すら経験のない王允も所持している。
落雷
戦場コマンド「落雷」を行う能力。野戦で豪雨の時のみ実行可。受けた部隊は9割の兵力を失い、武将は大怪我をする。ただし約3割の確率で味方に当たることもある。また兵糧に火が点き、士気の減少により形勢が逆転することが多い。初期設定で保有する武将はいない。ただしパワーアップキット版には数人いる。
修復
攻城戦において戦場コマンド「修復」を行う能力。城門の耐久値を回復させる（失敗することもある）。歩兵部隊のみ実行可能。
罵声
戦場コマンド「罵声」を行う能力。敵部隊を罵りその士気を低下させるが反って上昇させることもある。攻城戦のみ使用可。また内応や埋伏している武将にこれを使うと約束を反故されてしまい、寝返る確率が格段に下がってしまう。
虚報
戦場コマンド「虚報」を行う能力。成功すると敵援軍が退却する。
これらの特殊能力はコマンドを実行させ経験値（マスクデータ）を積むか、旅人を訪問し新たに会得することが可能。ただしどの能力が増えるかはその時までわからない。

### 部隊編成
従来作では一部隊を率いるのは武将1人だったが、今作では最大3人で一部隊を統率することが可能となった。部隊は大将1人に2人の副将がつき、攻撃力は各武将の統率力で決まる。武力は一騎討ちの時のみ関係する。部隊の知力は3人のうち最も高い者の数値となる。これにより知力に不安のある武将でも知将を補佐に据えれば弱点を補えるようになった。

## 設定

### シナリオ
前作まではどのシナリオも開始年1月からのスタートとなっていたが、今作より開始月まで設定されており、より詳細に各時代の状況が再現されるようになった。
※左はPC版、右がコンシューマー版
- 1 189年12月「董卓少帝を廃し、洛陽炎上す」「董卓、都洛陽を制す」
- 2 194年11月「群雄、中原に争い、曹操、台頭す」「飛将軍、中原に舞う」
- 3 201年10月「河北に嵐起き、荊州に春きたる」「劉備、新野に雌伏す」
- 4 208年09月「臥龍孔明、赤壁に東風と舞う」「臥龍、赤壁に飛翔す」
- 5 221年04月「後漢滅び、三國の時代、始まる」「漢朝滅び三國鼎立す」
- 6 235年02月「姜維に後事を託し、巨星墜つ」「巨星、五丈原に堕つ」

以下はパワーアップキット版の追加シナリオである。
- 1 189年06月「奸雄、漢を盗み、天下を統一す」「奸雄、天下を統一す」（3都市を除き、全て曹操が支配している仮想シナリオで、曹操はプレイヤー君主として選択できない）
- 2 190年05月「大陸荒廃し、三雄、ここに立つ」「大陸荒廃し三雄立つ」（曹操、劉備、孫堅の支配する1都市ずつのみ以外、すべて空白地の仮想シナリオ）
- 3 225年01月「蛮王南北で蜂起し、戦乱起きる」「蛮王、南北で蜂起す」

### 旅人
ゲーム中には、各地を旅して回る名士が8人登場する。彼らは通常、君主のいる都市にやってくると去り際にちょっとした情報を教えてくれる（大体は他国の都市の情報や未発見武将の登場など）。逆にプレイヤー君主から彼らを訪ねると、アイテムをくれたり特殊能力を授けてくれたりする。また、ニセアイテム・埋伏武将も見抜いて教えてくれることもある（ただし、ニセアイテムに関してはアイテム欄で確認すると説明がないため一目瞭然で、君主が所持するとせっかく訪問した旅人のメリットをニセアイテム鑑定でふいにしてしまう。部下に褒美として渡して忠誠度をあげるか外交で進物するのがよい。）。また、同じ都市に旅人が2人以上いてもその月に会えるのは1人だけである。
于吉
病気やケガをした武将を治す。アイテム「太平清領道」をくれる。
華佗
病気やケガをした武将を治す。アイテム「青嚢書」をくれる。
管輅
武将の寿命をのばしてくれる。
許子将
武将に特殊能力を授けてくれる。
左慈
アイテム「遁甲天書三巻」を授けてくれる。
司馬徽
武将に特殊能力を授けてくれる。前作とは異なり、彼に会うと指名された武将がすぐに亡くなるということはなくなった。
馬鈞
訪問した都市の技術力を上昇させてくれる。
普浄
武将の寿命をのばしてくれる。

### その他
パソコン版とコンシューマ版では関羽と諸葛亮の顔グラフィックが異なる。諸葛亮の顔グラフィックはパソコン版ではこの作品のパッケージとほぼ同じだが、コンシューマ版では他の作品での諸葛亮と同じく冠を被っている。
スーパー32X版の曹豹のみ、一騎打ち時限定で武力が内部で超補正されており呂布すらまともに勝てないほどの猛将になっている。

## 他機種版
| No. | タイトル                                                | 発売日                      | 対応機種                              | 開発元         | 発売元         | メディア                              | 型式                     | 備考                       | 出典                     |
| --- | ------------------------------------------------------- | --------------------------- | ------------------------------------- | -------------- | -------------- | ------------------------------------- | ------------------------ | -------------------------- | ------------------------ |
| 1   | 三國志IV                                                | 1994年6月2日                | FM TOWNS                              | 光栄           | 光栄           | フロッピーディスク                    | KN10571040               |                            |                          |
| 2   | 三國志IV Romance of the Three Kingdoms IV: Wall of Fire | 1994年12月9日 1995年        | スーパーファミコン                    | 光栄           | 光栄           | 24メガビットロムカセット              | SHVC-AS4J SNS-AS4E-USA   |                            |                          |
| 3   | 三國志IV                                                | 1995年3月24日               | 3DO                                   | 光栄           | 光栄           | CD-ROM                                | -                        |                            |                          |
| 4   | 三國志IV Romance of the Three Kingdoms IV: Wall of Fire | 1995年4月28日 1995年        | セガサターン                          | 光栄           | 光栄           | CD-ROM                                | T-7601G T-7601H          |                            |                          |
| 5   | 三國志IV                                                | 1995年7月28日               | スーパー32X                           | セガ           | 光栄           | 32メガビットロムカセット              | T-7601A                  |                            |                          |
| 6   | 三國志IV Romance of the Three Kingdoms IV: Wall of Fire | 1995年9月29日 1996年3月27日 | PlayStation                           | 光栄           | 光栄           | CD-ROM                                | SLPS-00114 SLUS-00195    |                            |                          |
| 7   | Romance of the Three Kingdoms IV: Wall of Fire          | 1996年                      | Windows 3.x                           | 光栄           | 光栄           | CD-ROM                                | -                        |                            |                          |
| 8   | 三國志IV with パワーアップキット                        | 1997年9月11日               | PlayStation セガサターン              | 光栄           | 光栄           | CD-ROM                                | PS:SLPS-00979 SS:T-7644G |                            |                          |
| 9   | PlayStation the Best 三國志IV                           | 1998年3月12日               | PlayStation                           | コーエー       | コーエー       | CD-ROM                                | SLPS-91052               | 廉価版                     |                          |
| 10  | KOEI BEST コレクション 三國志IV                         | 1998年4月9日                | セガサターン                          | コーエー       | コーエー       | CD-ROM                                | T-7669G                  | 廉価版                     |                          |
| 11  | 三國志IV with パワーアップキット                        | 2001年11月28日              | Windows 95 - Me                       | コーエー       | デジキューブ   | CD-ROM                                | -                        |                            | [ 3 ]                    |
| 12  | 三國志                                                  | 2001年11月30日              | ゲームボーイアドバンス                | コーエー       | コーエー       | ロムカセット                          | -                        |                            | [ 4 ]                    |
| 13  | コーエー定番シリーズ 三國志IV                           | 2002年11月7日               | PlayStation                           | コーエー       | コーエー       | CD-ROM                                | SLPM-87179               | 廉価版                     |                          |
| 14  | コーエー定番シリーズ 三國志IV                           | 2002年11月8日               | Windows 95 - Me                       | コーエー       | コーエー       | CD-ROM                                | DWOKS-00131              | 廉価版                     |                          |
| 15  | 三國志IV Romance of the Three Kingdoms IV: Wall of Fire | 2007年2月20日 2007年3月26日 | Wii                                   | コーエー       | コーエー       | ダウンロード （バーチャルコンソール） | -                        | スーパーファミコン版の移植 | [ 5 ] [ 6 ]              |
| 16  | 三國志DS2                                               | 2007年11月1日               | ニンテンドーDS                        | コーエー       | コーエー       | DSカード                              | NTR-P-A3FJ               |                            | [ 7 ] [ 8 ] [ 9 ] [ 10 ] |
| 17  | Mobile三國志4                                           | 2008年4月17日               | EZアプリ                              | コーエー       | コーエー       | ダウンロード                          | -                        |                            | [ 11 ]                   |
| 18  | Mobile三國志4                                           | 2008年6月16日               | FOMA903i/703iシリーズ以降 （iアプリ） | コーエー       | コーエー       | ダウンロード                          | -                        |                            | [ 12 ] [ 13 ]            |
| 19  | Mobile三國志4                                           | 2008年6月18日               | Yahoo!ケータイ （S!アプリ）           | コーエー       | コーエー       | ダウンロード                          | -                        |                            | [ 12 ] [ 13 ]            |
| 20  | 三國志IV                                                | 2013年7月24日 2013年8月8日  | Wii U                                 | コーエーテクモ | コーエーテクモ | ダウンロード （バーチャルコンソール） | -                        | スーパーファミコン版の移植 | [ 14 ]                   |
| 21  | シブサワ・コウ アーカイブスパック Vol.4                 | 2017年3月22日               | Windows 7/8.1/10                      | コーエーテクモ | コーエーテクモ | ダウンロード (Steam)                  | -                        |                            | [ 15 ] [ 16 ]            |
| 22  | スーパーファミコン Nintendo Classics                    | 2025年3月28日               | Nintendo Switch                       | 任天堂         | 任天堂         | ダウンロード                          | -                        | スーパーファミコン版の移植 | [ 17 ] [ 18 ]            |

## 音楽
サウンドトラック
- 三國志IV KECH-1057
- 三國志IV 電脳電撃編 KECH-1075
- 光栄オリジナルBGM集Vol.12 三國志IV/提督の決断II KECH-1079（※スーパーファミコン音源をそのまま使用）

## 評価
スーパーファミコン版
ゲーム誌『ファミコン通信』の「クロスレビュー」では、6・4・6・6の合計22点（満40点）、『ファミリーコンピュータMagazine』の読者投票による「ゲーム通信簿」での評価は以下の通り、21.8点（満30点）となっている。
| 項目 | キャラクタ | 音楽 | お買得度 | 操作性 | 熱中度 | オリジナリティ | 総合 |
| 得点 | 3.8        | 3.6  | 3.4      | 3.5    | 3.9    | 3.6            | 21.8 |
セガサターン版
ゲーム誌『ファミコン通信』の「クロスレビュー」では、8・6・6・8の合計28点（満40点）、『SATURN FAN』の読者投票による「ゲーム通信簿」での評価は以下の通り、19.0点（満30点）となっている。
| 項目 | キャラクタ | 音楽 | お買得度 | 操作性 | 熱中度 | オリジナリティ | 総合 |
| 得点 | 3.5        | 3.7  | 2.1      | 3.1    | 3.6    | 3.0            | 19.0 |
スーパー32X版
ゲーム誌『ファミコン通信』の「クロスレビュー」では、8・7・6・6の合計27点（満40点）、『SATURN FAN』の読者投票による「ゲーム通信簿」での評価は以下の通り、19.2点（満30点）となっている。
| 項目 | キャラクタ | 音楽 | お買得度 | 操作性 | 熱中度 | オリジナリティ | 総合 |
| 得点 | 3.5        | 3.5  | 2.3      | 3.1    | 3.8    | 3.1            | 19.2 |
PlayStation版
ゲーム誌『ファミコン通信』の「クロスレビュー」では8・7・5・5の合計25点（満40点）、『PlayStation Magazine』の読者投票による「ゲーム通信簿」での評価は以下の通りとなっており、19.9点（満30点）となっている。
| 項目 | キャラクタ | 音楽 | お買得度 | 操作性 | 熱中度 | オリジナリティ | 総合 |
| 得点 | 3.7        | 3.6  | 2.2      | 3.3    | 3.9    | 3.2            | 19.9 |